# Codex Rubricarum
Der Codex Rubricarum ist eine von Papst Pius XII. begonnene und von Papst Johannes XXIII. 1960 veröffentlichte Sammlung liturgischer Vorschriften für die Messfeier und das Stundengebet des Römischen Ritus. Der Codex Rubricarum ersetzte die in älteren Ausgaben des Missale Romanum und des Breviarium Romanum enthaltenen Rubriken der Päpste Pius V. bis Pius X., vereinheitlichte, klärte und erweiterte die liturgische Gesetzgebung der voraufgehenden Jahrzehnte. Er diente zugleich als Arbeitsgrundlage für die Liturgiereform des Zweiten Vatikanischen Konzils.
Amtliche Veröffentlichung in Acta Apostolicae Sedis 52 (1960) 593–740.